# 列宁主义
列宁主义（俄語：Ленинизм）是俄罗斯马克思主义革命家弗拉基米尔·列宁提出的一种政治思想，通常与马克思主义一并提起，其认为应建立由革命先锋队领导的无产阶级专政，从而拉开建立共产主义的政治序幕。社会主义阵营内部认为列宁主义是在俄国的具体实践的基础上对马克思主义基本理论的补充和发展，具有国际性的意义。在俄罗斯帝国时期（1721-1917），列宁主义先锋党的职能是向工人阶级提供推翻资本主义所必需的政治观念和革命领导。列宁主义的革命领导基于共产党宣言（1848），确认共产党是“每个国家工人阶级政党中最先进、最坚定的部分，也是推动所有其他前进的部分。”先锋党通过辩证唯物主义的理论框架看待历史，这种理论框架准许了推翻资本主义，然后建立社会主义的政治承诺；并作为革命政府，以任何方法实现社会经济转型。
十月革命（1917）带来的后果中，列宁主义在俄罗斯成为马克思主义的主导版本，也是苏维埃民主的基础，即直接选举制的苏维埃统治。在苏维埃俄国的建立社会主义生产方式时（土地法令（1917），战时共产主义（1918-1921），新经济政策（1921-1928）），革命政权镇压大部分的政治反对派，其中包括反对列宁政策的马克思主义者、安那其主义者、孟什维克（俄国社会民主工党中派系之一）、社会革命党以及左翼社会革命党。俄国内战（1917-1922）中，协约国武装干涉俄国内战（1917-1925）和左翼反布尔什维克起义（1918-1924）这些内外战争使苏维埃俄国转变为俄罗斯苏维埃联邦社会主义共和国（RSFSR），同时也是苏维埃社会主义共和国联盟（苏联、USSR）中的核心共和国。
列宁主义同马克思主义的其它流派相比，最大的差别在于列宁提出了「民主集中制」、「先锋队理论」和帝国主义论，罗莎·卢森堡认为列宁受到了布朗基主义的影响。除此之外，列宁认同“暴力革命”和“无产阶级专政”是实现社会主义的唯一途径。并且认为不发达的资本主义社会里，无产阶级可以率先夺取政权，建立社会主义国家。19世纪末20世纪初，国际共产主义运动在“如何取得政权”和“无产阶级政权如何治理国家”两个问题上出现了重大分歧。以考茨基为代表的一派认为，无产阶级政党应当致力于走合法议会斗争路线，在取得政权之后可以保留原本的民主制度。而列宁为代表的另一派认为，无产阶级政党寻求合法斗争的努力必然使其修正主义化，且并不能真正触及统治阶级的根基，无产阶级取得政权只能通过暴力革命的手段，而在取得政权之后，不应当保留资产阶级民主制度，而应实施无产阶级专政，实行无产阶级民主，在无产阶级获得政权之后，有必要采取无产阶级对资产阶级实行专政的方式保卫无产阶级政权。
1928年，斯大林掌握苏联国家政权后，把列宁本人的思想进行进一步的改进和发展，建立了民主集中制。持西方马克思主义、无政府主义、社会民主主义、自由主义和保守主义立场的一些人认为，列宁主义带有暴力、集权和不尊重人权的因素，给人类带来灾难，值得人们进行深刻反省。但是，一些经典马克思列宁主义者和托洛茨基主义者的人则认为，列宁本人的思想实际上更倾向于实行无产阶级多党制或一党领导下的党内民主以及工人民主，这与斯大林主义的一党专政、党内独裁、个人崇拜和高度集权有本质区别。

## 历史
作为革命实践，列宁主义起初既不是正经的哲学也不是单独的政治学说，列宁主义包括正统马克思主义政治经济学的后继发展和列宁本人对于马克思主义的解释（在20世纪初期，充当一个对1861年俄国农奴制度改革后沙皇俄国的农业社会实际情况的实际应用的务实综合体）。作为一个政治科学术语，列宁关于无产阶级革命的理论进入日常使用是在第十五届共产国际会议（1924）上。在1922年左右，当格里戈里·季诺维也夫（Grigory·Zinoviev）使用“列宁主义”这一术语去表示“先锋队革命”时，“列宁主义”便正式被纳入苏联共产党的词汇和学说中。1923年1月，尽管受到来自列宁本人的反对，“列宁主义”这一词汇还是进入到了公共词汇中。

## 原則
列宁主义的基本原則如下：
1. 在资本主义社会和共产主义社会之间需要有一个过渡阶段，这个过渡阶段是只能是无产阶级专政。[7]
2. 工人阶级要以暴力推翻资产阶级的政权，建立无产阶级的政权。[7]
3. 没有民主就没有社会主义，社会主义民主只能是以无产阶级为领导的人民群众的民主，是对被剥削者的民主和对剥削者专政的统一。[7]

斯大林对列宁主义下定义说：“列宁主义是帝国主义和无产阶级革命时代的马克思主义。确切些说，列宁主义是无产阶级革命的理论和策略，特别是无产阶级专政的理论和策略”。1926年1月，他在《论列宁主义的几个问题》中，又对以上定义作了解释。
反对者认为，过去列宁主义的实践已经证明它的不可行。奉行列宁主义的国家（共产主义国家）主张实行公有制，宣称由工人阶级作为统治阶级并对资产阶级进行专政。其后斯大林主义使官僚体制出现，导致社会体制和人群的不平等。比如在这些制度依然残留的中国大陆，同样为产业工人的人群，一群人有城市户口，另一群人有农村户口（也被称为农民工），两类人群的境遇，包括经济、福利、社会地位截然不同，造成了极大的社会不公平。
而正统列宁主义者则认为，斯大林主义的官僚主义中央集权制与马克思列宁主义的无产阶级民主及无产阶级专政是有严重区别的。斯大林主义的主体是官僚特权等级。而列宁主义的主体是无产阶级，并且通过无产阶级的民主，选举出来的苏维埃代表对资产阶级进行专政。资本主义的民主，是建立在财产之上的私有制的民主。而无产阶级是全社会最受压迫最底下的等级，他们得到了的民主才是真正的民主。而无产阶级专政与多党制和工人普选权其实不矛盾。
此外，当代的民主国家，无产阶级并不能真正地参与到民主中来，并不能有代表本阶层的代表，就是因为资本主义把选举的身份后面加入了身份和财产。而列宁主义者同时也认为，如果不通过暴力及专政，无产阶级将更困苦。历史上，巴黎公社失败后，资产阶级政府，枪杀三万余名公社社员。所以马克思主义者们认为，革命在关键的时刻不是你死就是我亡。那时资产阶级与无产阶级都将争夺社会的领导权。

### 无产阶级专政
列宁提出在从资本主义过渡到社会主义期间，无论形式如何不同，这些形式的本质必然是相同的——无产阶级专政。

### 不断革命
在落后的俄国无产阶级可以早于先进资本主义国家的无产阶级夺取政权，建立无产阶级专政的这种制度形式，但即使在一国建立了无产阶级专政，也不意味着目标已经实现，足以建成社会主义社会。在全世界实现社会主义社会乃至共产主义社会为目标的世界革命的基础已经发展起来。一国无产阶级建立政权对于向社会主义社会的过渡来说是不可能的，特别是在不发达国家的情况下，生产力的落后不能长期维持无产阶级专政这种制度，对其他国家的输出革命，对于维持无产阶级政权本身，和带来实现社会主义社会的经济基础来说是必不可少的。为了做到这一点，无产阶级需要从一开始（即民主革命）就领导革命，在一个已经夺取政权的国家，需要进行不断的改革，而民主革命和社会主义革命的相互关系是不断的。列宁最初坚持两阶段革命论，与坚持不断革命论的托洛茨基发生冲突，但在沙俄政府垮台后，列宁转向不断革命论的立场，与托洛茨基的观点达成一致，并发表了《四月提纲》。主张“一国社会主义”的斯大林在制定“马克思列宁主义”时否定了不断革命论的理论，并进行歪曲。

### 党的一元化领导
列宁提出建立职业革命家组织的思想。列宁认为，职业革命家组织是党的骨干队伍，是党的领导核心。他指出: “无产阶级的自发斗争，如果没有坚强的革命家组织的领导，便不能成为无产阶级的真正「阶级斗争」。”列宁还提出了党是“无产者的阶级联合的最高形式”。列宁强调，“只有工人阶级的政党，即共产党，才能团结、教育和组织成无产阶级和全体劳动群众的先锋队，也只有这个先锋队才能抵制这些群众中不可避免的小资产阶级动摇性，抵制无产阶级中不可避免的种种行会狭隘性或行会偏见的传统和恶习，并领导全体无产阶级的一切联合行动，也就是说在政治上领导无产阶级，并且通过无产阶级领导全体劳动群众。”
党通过苏维埃政权进行领导，这是列宁关于党的“总的领导”或政治领导方式的一个极为重要的思想和原则。列宁指出：国家政权的全部政治经济工作都是由工人阶级的觉悟的先锋队——共产党领导的。列宁指出: "我们的党是一个执政的党，党的代表大会所通过的决议，对于整个共和国都是必须遵守的"。列宁主持召开的俄共（布）八大决议指出:“共产党给自己提出的任务是，在劳动者的一切组织（工会、合作社、农业公社等）中起决定性的影响和掌握全部领导。共产党特别要力争在当前的国家组织苏维埃中实现自己的纲领和自己的全部统治。”列宁在俄共（布）十大指出: “我们是执政党，所以我们不能不把苏维埃的'上层'和党的'上层'融成一体，现在是这样，将来也是这样。”列宁也明确地指出:无产阶级“专政是由组织在苏维埃中的无产阶级实现的，而无产阶级是由布尔什维克共产党领导的”，“党的全部工作……都是通过不分职业而把劳动群众团结在一起的苏维埃来进行的。”俄共（布）八大和第八次代表会议都规定:在所有的苏维埃组织和一切非党组织中，都必须成立党团，“党团的任务是在各方面加强党的影响，在非党群众中实现党的政策，以及对上述一切机关和组织的工作实行党的监督。”列宁认为“我们在组织方面的任务，就是要从人民群众中选拔出领导者和组织者”。俄共（布）八大决议明确规定:“俄国共产党应该在苏维埃中进行实际的、日常的忘我工作，把自己最坚定忠实的党员提拔到所有苏维埃工作的岗位上来，通过这些工作在苏维埃中取得政治上的绝对统治地位，并对苏维埃的全部工作进行实际的监督。”

### 阶级意识的教育方法和传播
列宁提出了加强党对文化和文学工作的领导权，强调文学和出版物的党性原则和组织原则。列宁强调：「在政权转到无产阶级手里以後，教育被剥削劳动群众、吸引他们......参加国家管理和生产管理」，便成为党“自己真正的事业。”列宁特别强调：“现在文学都可能成为、甚至可能‘合法地’成为百分之九十的党的文学。文学应当成为党的文学。与资产阶级的习气相反，与资产阶级营利的商业性的出版业相反，与资产阶级文学上的名位主义和个人主义，‘老爷式的无政府主义’和唯利是图相反，社会主义无产阶级应当提出党的文学的原则，发展这个原则，并且尽可能以完备和完整的形式实现这个原则。”“文学事业应当成为有组织的、有计划的、统一的社会民主党的工作的一个组成部分。” “报纸应当成为各个党组织的机关报。文学家一定要参加党的组织。出版社和书库、书店和阅览室、图书馆和各种书报营业所，这一切都应当成为党的机构，都应当汇报工作情况。”1924年5月，在俄共第13次代表大会上，通过了七个关于思想文化的决议案，加强对文化意识形态的领导。
毛泽东和中国共产党人有关意识形态的思想主要来自列宁。毛泽东的意识形态理论、特别是他关于文化革命的思想，主要是对于列宁学说的继承和发展，并且对新中国文艺政策的形成，起到了关键作用。

### 党的文学
列宁在《党的组织与党的文学概论》这篇文章中提出了关于文学的布尔什维克政策之根本原则。即文学之党性的原则，换言之，即文学与工人阶级及一切劳动人民的利益必须互相结合起来。此即列宁所说“文学事业必须成为整个无产阶级运动事业的一部分......”的意旨所在。列宁在这篇文章中揭露了资产阶级艺术家的虚伪的“自由”，他写道：“生活在社会之中而又超脱于社会之外，是不可能的。资产阶级的作家、艺术家、剧人的自由，不过是对于钱囊、贿买、津贴之秘密的（或虚伪地装饰的）依赖而已。”列宁指出：无产阶级文学，不能是非政治的，不能是“为艺术而艺术”的，而是要在公众生活中起一种重要进步作用的。列宁指出：“艺术是属于人民的。它必须深深植根于劳动群众之中。它必须为这些群众所懂得，所爱好。它必须把这些群众的情绪、思想与意志结合起来，并提高他们。”
列宁说，每个民族都有两种文化：一种是统治阶级的文化，一种是民主阶层的文化，这种文化，在俄罗斯民族来说，就是由车尔尼雪夫斯基与普列汉诺夫的名字而著称的文化。列宁强调指出无产阶级是革命民主主义遗产的卫护者。列宁坚持要批判地吸收过去的文化遗产，提出了继承旧文化之最优秀的传统的问题，认为不是消极的继承，而是创造的继承，提出了要按照无产阶级利益在一种新的基础上去发展这种传统的问题。列宁强调社会主义文化只能在过去文化的基础上发展起来。他在“苏维埃政权的成功与困难”一文中曾这样写道：“资本主义所留给我们的一切文化，都必须拿过来，社会主义就是要从这里建设起来。一切科学、工程，一切知识和艺术，都必须拿过来。”列宁说：“除非我们清楚地了解，只有依靠由整个人类发展所创造的文化的确切知识，只有依靠把这种文化加以改造，才有可能建设起无产阶级的文化，除非懂得这一点，我们便不能解决这个问题。无产阶级文化不是一种没有人知道它自何而来的东西，不是一种为那些自命为无产阶级文化专家的人们所发明的东西。那完全是一种胡说。无产阶级文化必须是知识积累自然发展的结果，这些知识是由人类在资本主义社会，封建社会，官僚社会的压迫下所日积月累起来的。”列宁在其“我们拒绝什么样的遗产”一文中说，“保存一种遗产，决不是说要把自己限制在那种遗产上”。在无产阶级专政建立起来之后，把自己限制在精通旧文化遗产上，更是不容许的。列宁是把这种遗产看作创造社会主义文化的出发点，他认为：主要的任务，是在新的基础上，按照无产阶级利益，去发展一种新的文化，一种新的艺术与文学。在革命的最初那些日子，列宁即提出了“要建设一种新文化的任务，当无产阶级形成其自己的生活的时候，以区别于它所没有参与过的旧文化。”随后在1919年，列宁又写道：“实际上现在的任务就是要把那些为资本主义所教育出来用以反对我们的人们争取过来为我们服务。”
在提出文化革命的思想时，列宁还拟定了实行文化革命的实际方法与手段，即在苏维埃制度的基础上训练文化大军。列宁与斯大林制定了一系列的提高城乡以及各边疆民族劳动人民文化水准的方案。1920年末，俄共（布）中央委员会即根据列宁的建议通过并公布了一封讨论“无产阶级文化”关于文化与文学问题的特别的信。此信确定了列宁的原则，即：从党的观点说，文学是构成无产阶级与全体人民共同事业的一部分。这封信主张：“不是在口头上，而是从行动上”，去创造“一种真正的无产阶级文化”，那就是说，要创造一种充满党的精神与符合工人阶级与劳动农民利益的文化与文学。苏维埃政府在文学领域中所采取的政策，表现了为艺术的党性、为艺术与共产党政策之间的密切结合、艺术与工人阶级及最广泛的人民群众的利益之间的密切结合而斗争的精神。列宁反对文学的“中立”，反对无党无派。党的中央委员会，在其论“无产阶级文化”的信中着重指出：正是这种要求离开党与苏维埃政府而“独立”的辩护，宗派主义的传播，在人民当中的孤立，才不可避免地使“无产阶级文化”成为资产阶级影响工人阶级的一种工具。这种“独立”立场，只是有利于资产阶级。列宁提出了社会主义的现实主义之重要原则的轮廓，而后来又为斯大林所精细的规定之。列宁与斯大林都认为文化从来不是而且也不可能是无党性的，如果常认为文学无党性，那么这不过是为了掩饰自己对于统治阶级的奴性。

### 军队教育
列宁教导说：“……统治阶级，无产者，假使它想要和将要实行统治，也应以自己的军事组织来证明这一点……”列宁要求不惜采用严格而坚决的手段，来为建立前后方的纪律、制度和组织性而斗争。列宁要布尔什维克灌输每个苏维埃军人以这一意识：要迅速胜利的结束战争，就要靠他们的勇敢、坚定和忠诚。同时列宁要求无情的镇压胆怯分子，惊慌失措分子和临阵脱逃分子。

### 民族政策
列宁主张根据自愿原则，组成社会主义的自治共和國、自治州、自治區及各基層自治組織。

## 特点
根据斯大林的总结，列宁主要从以下6个方面发展了马克思主义：
1. 帝国主义是资本主义的最高阶段，在这个条件下，社会主义可能在个别的资本主义国家内获得胜利。
2. 无产阶级专政是阶级社会中民主的最高类型，是代表多数人利益的，和代表少数人利益的资產階級民主是完全相反的。
3. 证明被帝国主义国家包围的无产阶级专政可能建成完全的社会主义社会，改造小农经济和农民群众的最强有力的工具是合作社。
4. 无产阶级不仅在反对资本主义的革命中，而且在无产阶级专政时期的社会主义建设事业中都必须要掌握领导权。
5. 民族殖民地问题是推翻帝国主义和总的国际无产阶级革命问题的一个组成部分。
6. 党是无产阶级组织的最高形式，无产阶级专政只能由一个有铁的纪律的共产党来领导，不应该和其他政党分掌。[24]

在现代社会由于国际形势的变化，以及“社会主义”（官僚化的斯大林主义）国家的实践，列宁主义的这些理论在斯大林体制下有许多方面证明是不可行的；因此在苏联解体后，一些仍自称是社会主义的官僚国家，包括中国，在正式场合经常只提马克思主义或马克思列宁主义，而不再单独提列宁主义。